# Посудина високого тиску

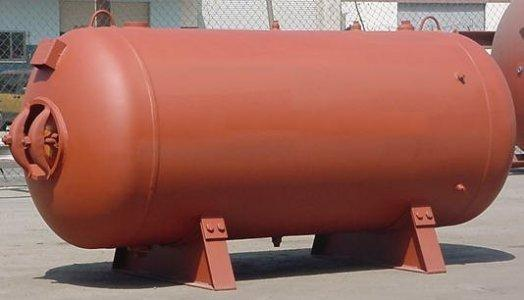
Горизонтальна посудина високого тиску зі сталі

Посудина високого тиску — закритий контейнер, призначений для зберігання газів або рідин, які перебувають під тиском, що істотно відрізняється від тиску навколишнього середовища.
Різниця між внутрішнім та зовнішнім тиском є небезпечною. В історії розвитку та експлуатації посудин високого тиску бували нещасні випадки, які призводили до жертв. Отже, проектування, виробництво та експлуатація посудин під тиском регулюється на рівні відомств і законодавства. Через це визначення посудини під тиском може бути різним в різних країнах, але обов'язково включає в себе параметри такі як максимально безпечна температура і тиск.

## Історія посудин високого тиску

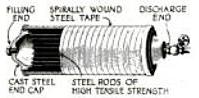
Посудина під тиском 1919 року, обмотана дротом з високоміцної сталі й скріплена поздовжніми сталевими стрижнями, щоб утримувати кришки на кінцях.

Посудини високого тиску були винайдені під час промислової революції, зокрема у Великій Британії. Їх використовували як котли, які виробляють пару, щоб рухати парові двигуни.
Нещасні випадки під час вибухів котлів призвели до встановлення стандартів дизайну, тестування і системи сертифікації.
Однією з ранніх спроб розробити посудину здатну витримувати тиск до була побудова резервуара діаметром  1919 року. Він був обмотаний двома шарами високоміцного дроту, щоб запобігти розриву бічної стінки. Поздовжні високоміцні стрижнів утримували від розриву торцеві кришки.

## Характеристики посудин високого тиску
1. ↑  Ingenious Coal-Gas Motor Tank, Popular Science monthly, January 1919, page 27, Scanned by Google Books: http://books.google.com/books?id=HykDAAAAMBAJ&pg=PA13 [Архівовано 3 січня 2014 у Wayback Machine.]